# Garadere (Zangilan)
Garadere est un village de la région de Zangilan en Azerbaïdjan.

## Histoire
En 1993-2020, Garadere était sous le contrôle des forces armées arméniennes. Le 22 octobre 2020, le village de Garadere a été restitué sous le contrôle de l'Azerbaïdjan.

## Culture
Il y avait une école secondaire, une école maternelle, une bibliothèque et des boutiques au village.

## Population
300 personnes habitaient dans le village de Garadere.